# Portishead
Portishead — англійський гурт, заснований у 1991 році в Бристолі. До складу гурту входять Бет Гіббонс (вокал), Джефф Барроу (мультиінструменталіст, продюсування) та Адріан Атлі (гітара). Дейв Макдональд, звукорежисер, який допомагав продюсувати перші два альбоми гурту, іноді розглядається як четвертий учасник.
Дебютний альбом Portishead, Dummy (1994), поєднав хіп-хоп продакшн із тужливим вокалом Гіббонс та атмосферним кінематографічним стилем, що нагадує саундтреки до шпигунських фільмів. Альбом отримав комерційне та критичне визнання, швидко ставши знаковим у жанрі трип-хопу, що зароджувався. Однак гурт не любив асоціюватися з цим терміном і свідомо відходив від цього звучання на наступних релізах. Було випущено ще два студійні альбоми: Portishead (1997) і Third (2008), обидва з яких отримали схоже визнання. Portishead також випустили концертний альбом Roseland NYC Live (1998).

## Історія

### Формування іDummy(1991—1995)
Джефф Барроу та Бет Гіббонс заснували гурт після знайомства під час перерви на каву на курсах Enterprise Allowance у Бристолі в лютому 1991 року. Назвавшись на честь сусіднього міста Портисхед, вони невдовзі записали «It Could Be Sweet», першу пісню для свого дебютного альбому. Під час запису на студії Coach House у Бристолі вони познайомилися з Адріаном Атлі, який почув першу пісню Барроу та Гіббонс і почав обмінюватися музичними ідеями. У результаті перший альбом Portishead, Dummy, вийшов у 1994 році. На обкладинці — кадр із власного короткометражного фільму гурту To Kill a Dead Man. У цей час Portishead був дуетом Барроу і Гіббонс. Адріан Атлі (який виступив співпродюсером альбому, виконав дев'ять пісень і став співавтором восьми) став офіційним учасником гурту невдовзі після його виходу.
Попри неприязнь гурту до висвітлення в пресі, альбом мав успіх як в Європі, так і в США (де було продано понад 150 000 копій ще до того, як гурт вирушив у турне). Dummy був позитивно описаний Melody Maker як «музичний нуар для ще не знятого фільму». Rolling Stone охарактеризував музику гурту як «готичний хіп-хоп». Dummy породив три сингли: «Numb», «Sour Times» і «Glory Box», і виграв музичну премію Mercury Music Prize у 1995 році. Успіх альбому призвів до того, що гурт був номінований як найкращий британський новачок на Brit Awards 1995 року. Dummy посів 419 місце у списку 500 найкращих альбомів усіх часів за версією журналу Rolling Stone. Альбом часто вважається одним із найкращих альбомів трип-хопу на сьогодні і є віхою у визначенні жанру.

### Portisheadі перерва (1996—2004)
Після початкового успіху Portishead зробили перерву в гастролях, поки не вийшов їхній другий альбом, Portishead, у 1997 році. Звучання альбому відрізнялося від Dummy, характеризуючись як «зернисте і жорсткіше», з більшим використанням живих інструментів і меншою залежністю від семплів. Було випущено три сингли, «All Mine», «Over» і «Only You», перший з яких потрапив до Топ-10 у Великій Британії.
У 1997 році гурт зіграв єдиний концерт зі струнними у Roseland Ballroom в Нью-Йорку. У 1998 році вийшов концертний альбом, до якого увійшли переважно нові оркестрові аранжування пісень гурту. У 1999 році Portishead записали пісню «Motherless Child» з Томом Джонсом для його альбому Reload. У 2002 році вийшов DVD з виступом Portishead у Roseland Ballroom зі значним додатковим матеріалом, включаючи багато ранніх музичних відео. Протягом наступних кількох років учасники гурту зосередилися на сольних проєктах та інших заняттях.

### Third(2005—2008)

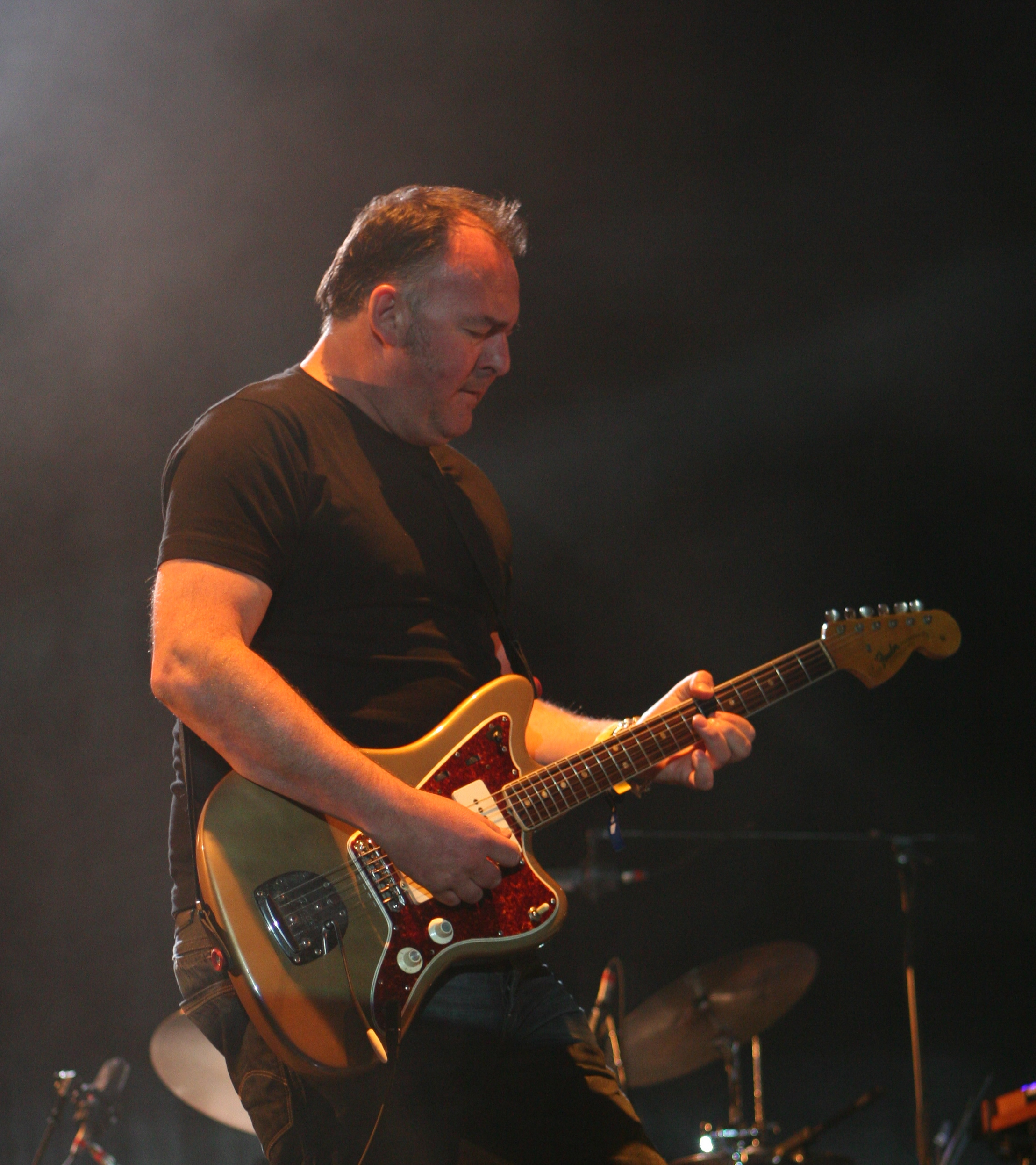
Адріан Атлі, 2008

У лютому 2005 року гурт вперше за сім років виступив наживо на благодійному концерті Tsunami Benefit Concert у Бристолі. Приблизно в той же час Барроу повідомив, що гурт перебуває у процесі написання свого третього альбому. У серпні 2006 року гурт розмістив на своїй сторінці на MySpace два нових треки (під назвами «Key Bored 299 03» і «Greek Jam»), які Барроу описав як «каракулі». Приблизно в той же час Portishead зробили кавер-версію пісні Сержа Генсбура «Un Jour Comme un Autre (Requiem for Anna)» на альбомі-триб'юті Monsieur Gainsbourg Revisited. 2 жовтня 2007 року Portishead заявили, що новий альбом Third був зведений і майже завершений, а його реліз заплановано на початок квітня 2008 року. Пізніше реліз було перенесено на 28 квітня. 8 і 9 грудня 2007 року гурт був куратором фестивалю All Tomorrow's Parties у Майнхеді, Англія. На фестивалі вони відіграли свої перші повні живі виступи за майже 10 років. На ньому відбулася прем'єра п'яти треків з нового альбому: «Silence», «Hunter», «The Rip», «We Carry On» і «Machine Gun». 21 січня 2008 року було оголошено про європейське турне на підтримку альбому, а також про виступ у якості хедлайнера на фестивалі музики і мистецтв «Коачелла» 26 квітня 2008 року, який став єдиним концертом у США в рамках туру.

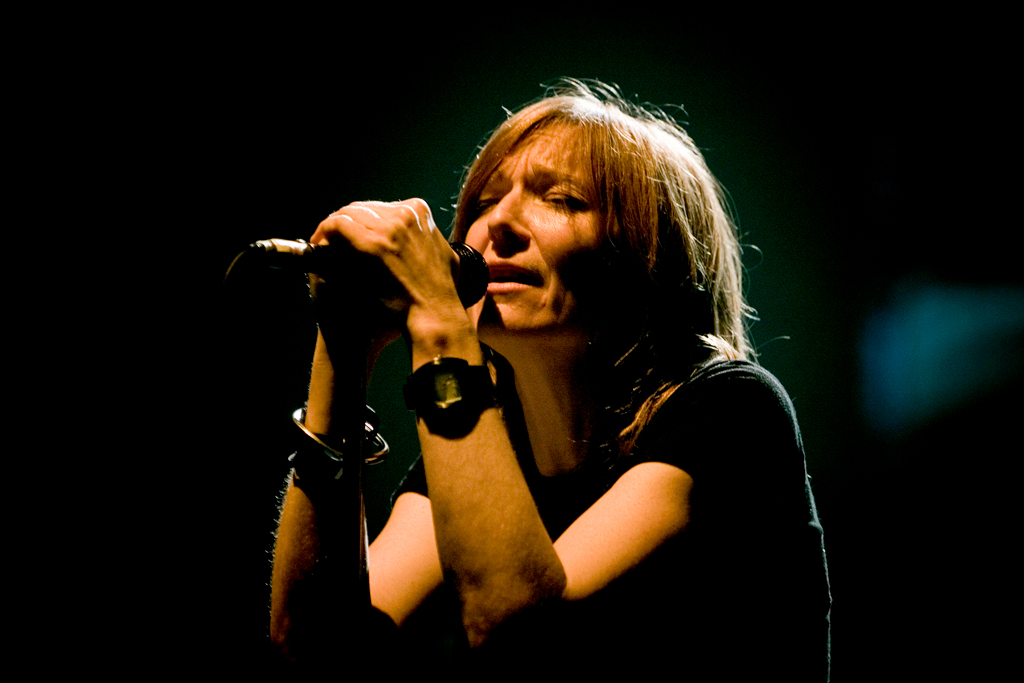
Бет Гіббонс, 2008

Third був доступний на Last.fm за тиждень до релізу, залучивши 327 000 слухачів за неповні 24 години. Це був перший випадок, коли Last.fm зробив альбом доступним до його офіційної дати релізу. Реліз альбому відбувся 29 квітня 2008 року і був приурочений до виступу гурту на фестивалі «Коачелла». 18 травня 2008 року Барроу висловив ентузіазм Portishead щодо запису нового матеріалу у блозі на їхньому сайті, заявивши, що він «не може дочекатися, щоб написати кілька нових мелодій».

### Подальша робота (2009-дотепер)
28 вересня 2009 року Барроу оголосив про «великі плани» щодо нового проєкту під новим кутом зору, натякнувши, що альбом може з'явитися вже наприкінці 2010 року. Хоча альбом так і не вийшов, 9 грудня 2009 року гурт випустив пісню «Chase the Tear» до Дня прав людини, щоб зібрати гроші для Amnesty International UK. Крім того, 3 грудня 2008 року Universal Music Japan перевидав альбоми Dummy і Portishead обмеженим накладом на SHM-CD.

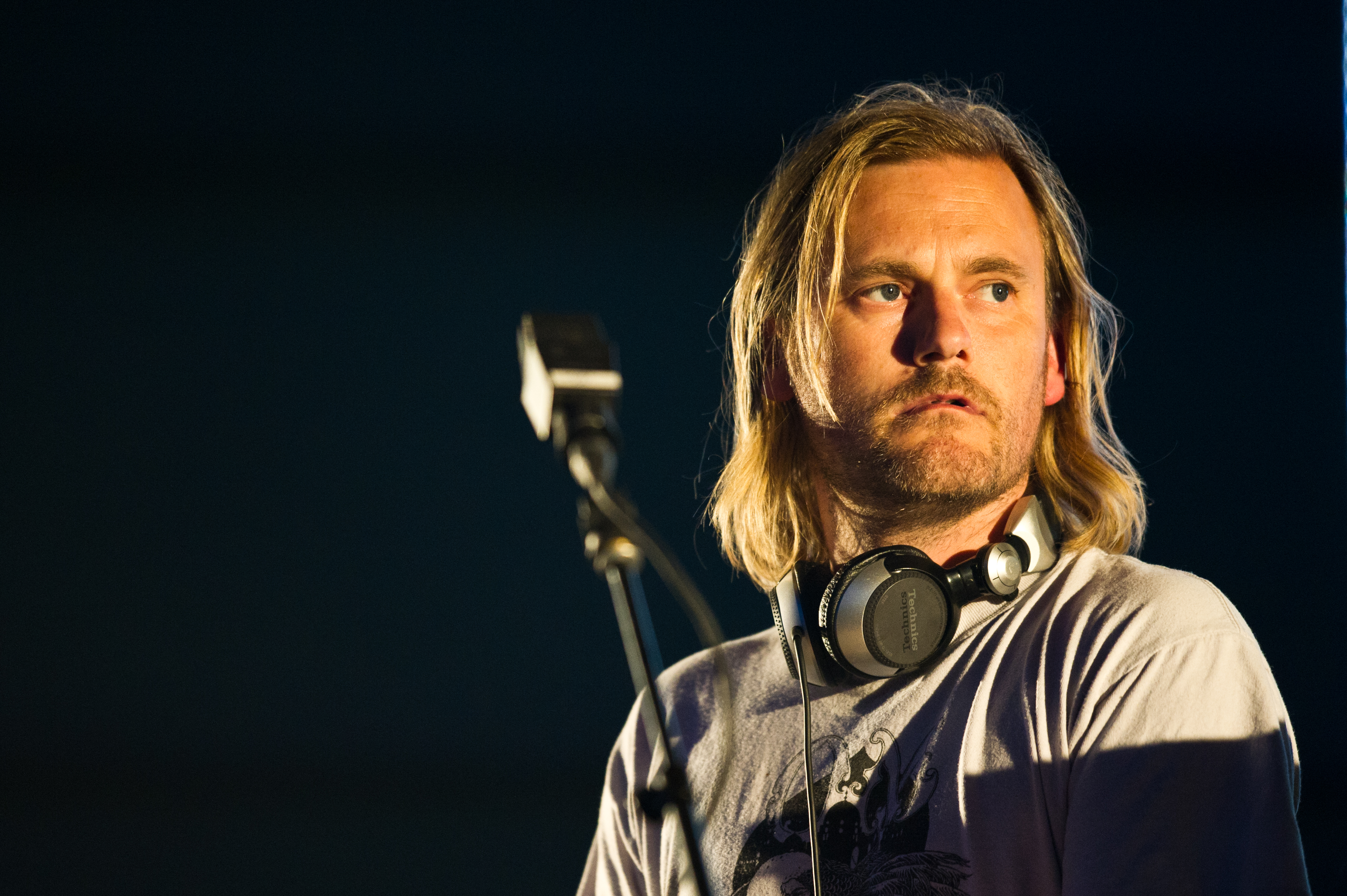
Джефф Барроу, 2011

Влітку 2011 року Portishead виступили на низці фестивалів у Європі, серед яких Pohoda Festival, Exit Festival, Benicàssim Festival в Іспанії, Rock Werchter, Paleo Festival, Roskilde Festival, Hurricane/Southside Festivals у Німеччині та Super Bock Super Rock music festival. Гурт також був хедлайнером і куратором двох музичних фестивалів All Tomorrow's Parties під назвою I'll Be Your Mirror, що проходили в Лондоні в Alexandra Palace 23 і 24 липня. Другий відбувся в Езбері-Парку, Нью-Джерсі, з 30 вересня по 2 жовтня. Барроу заявив, що здійснив «дитячу фантазію», коли Chuck D з Public Enemy приєднався до гурту на сцені під час фестивалю ATP I'll Be Your Mirror, куратором якого виступив Portishead в Езбері-Парку, Нью-Джерсі, в жовтні 2011 року. Він додав свій куплет з пісні Public Enemy «Black Steel in the Hour of Chaos» до синглу Portishead «Machine Gun». Потім Portishead відвідали кілька міст Північної Америки, включаючи Нью-Йорк, Монреаль, Торонто, Чикаго, Мехіко, Лос-Анджелес, Берклі, Сіетл, Ванкувер і Денвер протягом жовтня. Chicago Tribune схвально відгукнулася про концерт і зазначила: «Акценти з фільмів жахів — готичний орган, гітарні лінії із загрозливою реверберацією, моторошний терменвокс — забезпечили певну похмурість». Вони завершили турне поїздкою до Австралії та Нової Зеландії. В інтерв'ю Rolling Stone Барроу заявив, що розпочне роботу над своєю частиною альбому у січні 2012 року, жартома зазначивши, що може пройти ще десять років, перш ніж вийде новий альбом.
У 2013 році гурт став хедлайнером Other Stage на музичному фестивалі Ґластонбері і вирушив у європейське турне. Влітку 2014 року вони відіграли кілька концертів по всій Європі. У 2015 році Portishead продовжили виступати наживо, взявши участь у таких фестивалях, як fib (Бенікасім, Іспанія), Latitude (Саутволд, Саффолк, Великобританія) і Montreux Jazz Festival (Монтре, Швейцарія). Крім того, Portishead створили кавер-версію пісні ABBA «SOS» для саундтреку до фільму Висотка, гала-показ якого відбувся на Лондонському кінофестивалі 9 жовтня 2015 року. У 2016 році гурт отримав нагороду Ivor Novello Award за видатний внесок у британську музику. 22 червня 2016 року Portishead випустили відеокліп на пісню «SOS», який переосмислив пісню у зв'язку з вбивством члена парламенту Джо Кокс та голосуванням за Брекзит.
2 травня 2022 року Portishead вперше за сім років виступили в O2 Academy Bristol. Концерт, організований організацією War Child UK, на підтримку біженців і дітей, які постраждали від війни в Україні.

## Стиль та вплив
На музику Portishead вплинуло широке коло співаків і композиторів. Голос Гіббонс порівнювали зі співачкою Біллі Голідей. Атлі згадував гітарну музику зі спагеті-вестерна, створену Енніо Морріконе; він сказав, що «[Морріконе] Хороший, поганий, злий — це той саундтрек, який я люблю».

## Склад
Постійні учасники гурту :
- Джефф Барроу: клавішні, семпли, барабани, гітара
- Бет Гіббонс: вокал, гітара
- Адріан Атлі: гітара, бас, клавішні

Працюють разом із гуртом:
- Дейв Макдональд: звукорежисер
- Клайв Дімер: барабани

## Дискографія
- Dummy (студійний, 1994)
- Portishead (студійний, 1997)
- Roseland NYC Live (концертний, 1998)
- Third (студійний, 2008)